# Hideaki Nitani
Hideaki Nitani (Japans: 二谷 英明, Nitani Hideaki) (Maizuru, 28 januari 1930 – Tokio, 7 januari 2012) was een Japans acteur.
Nitani werkte eerst als omroeper voor een lokale zender in Nagasaki voordat hij van carrière veranderde in 1956 toen hij de kans kreeg om acteur te worden bij filmstudio Nikkatsu. Hier vergaarde hij al spoedig faam en werd de prominentste acteur van de filmstudio. Hij werkte onder andere met bekende acteurs als Yujiro Ishihara en Akira Kobayashi.
Toen midden jaren tachtig het bezit van een televisietoestel gemeengoed werd in Japan en dit zijn uitwerking had op de Japanse filmindustrie, stapte Nitani over op rollen in tv-series. Vaak speelde hij een hoofdinspecteur in politiedramaseries zoals Tokusou Saizensen (Japans: 特捜最前線) (frontlinie-inspecteur) de serie liep tien jaar tot aan het einde van de jaren tachtig.
Nitani stierf op 81-jarige leeftijd in het Keio universitair ziekenhuis te Tokio aan een longontsteking.

## Filmografie
Een beknopte filmografie met de prominentste films.
| Jaar | Japanse titel                  | Getranslitereerde titel               | Nederlandse vertaling                              |
| ---- | ------------------------------ | ------------------------------------- | -------------------------------------------------- |
| 1957 | 裸女と拳銃                     | Rajo to kenjū                         | De naakte vrouw en het pistool                     |
| 1960 | やくざの詩                     | Yakuza no uta                         | Het gedicht van een bende                          |
| 1965 | フランケンシュタイン対地底怪獣 | Frankenstein tai Chitei Kaiju Baragon | Frankenstein verovert de wereld                    |
| 1967 | みな殺しの拳銃                 | Minagoroshi no kenjū                  | De pistool van het bloedbad                        |
| 1969 | 日本侠客伝 花と龍              | Nihon kyōkakuden: Hana to ryū         | Kroniek van Japanse verstotelingen: Bloem en Draak |
| 1973 | 日本沈没                       | Nippon Chinbotsu                      | Japan zinkt                                        |
| 1989 | 桜の樹の下で                   | Sakura no ki no shita de              | Onder de kersenbloesemboom                         |